# James Mein
James Mein (Jedburgh, 1852 - Kelso, 1931) est un joueur international écossais de rugby.
Il fait partie de l'équipe d'Écosse de rugby qui affronte l'Angleterre dans ce qui constitue le tout premier match international de rugby de l'histoire, en 1871.

## Biographie

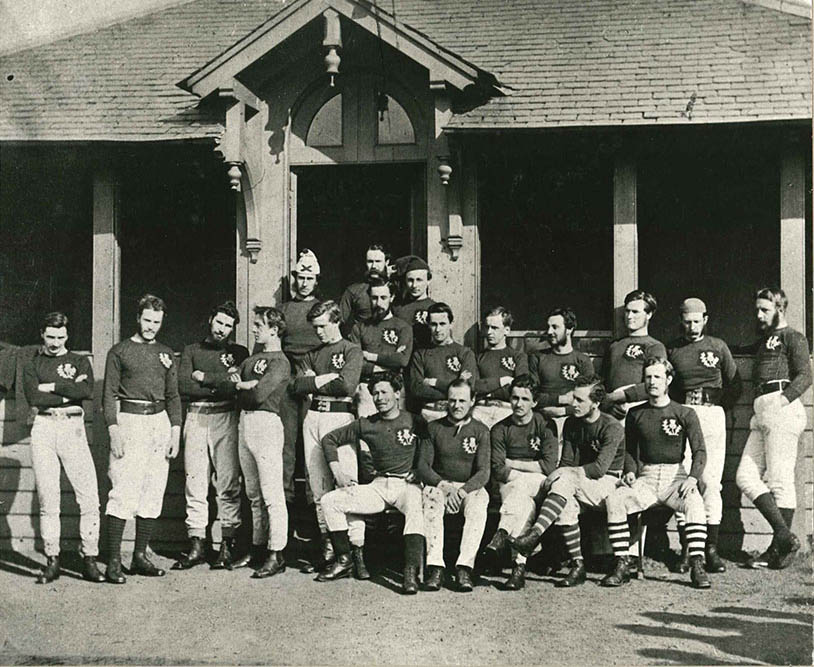
La première équipe nationale de rugby d'Écosse, lors du match de mars 1871 contre l'Angleterre à Édimbourg.

James Andrew Whitelock Mein naît le 1er juillet 1852 à Jedburgh, dans les Scottish Borders, en Écosse.
Mein évolue comme forward (avant) au sein du Edinburgh Academical FC.
En 1871, il est sélectionné pour l'équipe nationale écossaise lors du tout premier match international de rugby de l'histoire, contre l'Angleterre,. L'Écosse l'emporte 1 à 0 en inscrivant 2 essais et 1 transformation contre 1 essai non transformé pour l'Angleterre (seules les transformations rapportaient des points à l'époque),,. Mein joue quatre autres, matchs, tous contre l'Angleterre, jusqu'en 1875.
Il est aussi appelé dans l'équipe du district d'Édimbourg (en) pour le tout premier match de rugby provincial de Grande Bretagne, le 23 novembre 1872 contre celui de Glasgow (en).
James Mein meurt le 22 mars 1918 à Kelso, dans les Scottish Borders.